# Mircea Daniel Diaconescu
Mircea Daniel Diaconescu (n. 14 iulie 1925, Drăgănești-Vlașca, Teleorman, România) este un fost deputat român în legislatura 1992-1996, ales în județul Vâlcea pe listele partidelor PNȚCD/PER. Mircea Daniel Diaconescu a fost validat ca deputat pe data de 6 noiembrie 1995, când l-a înlocuit pe deputatul Radu-Matei Livezeanu.